# Wilh. Wilhelmsen

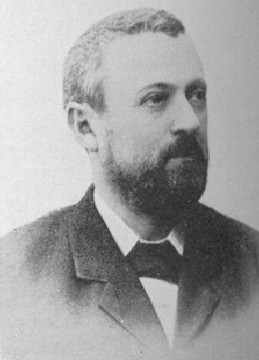
Morten Wilh. Wilhelmsen

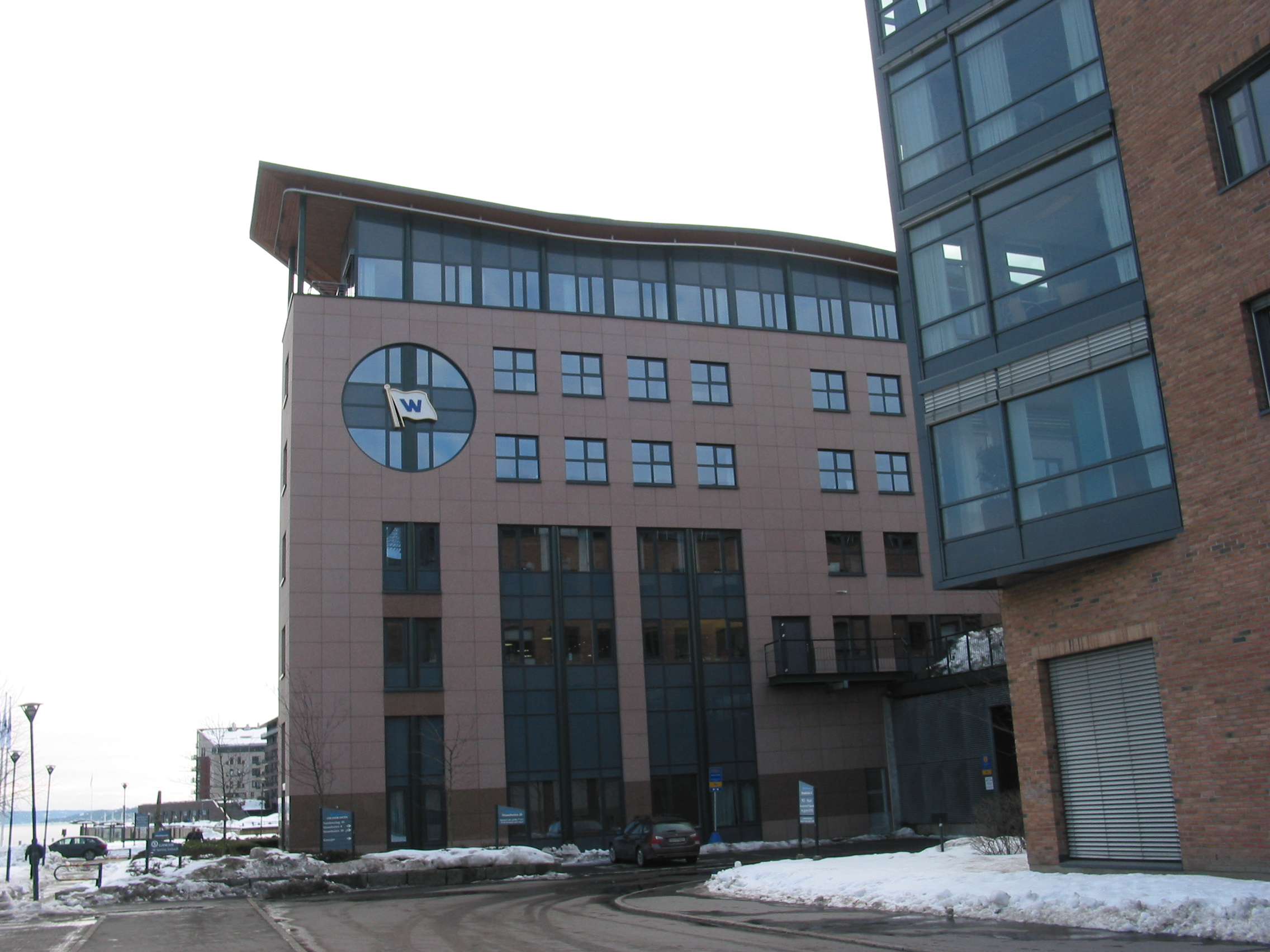
Wilh. Wilhelmsens Unternehmenssitz in Lysaker

Wilh. Wilhelmsen ASA ist ein weltweit operierendes norwegisches Schifffahrtsunternehmen. Morten Wilhelm Wilhelmsen gründete das Unternehmen am 1. Oktober 1861 in Tønsberg. Heute hat es seinen Unternehmenssitz in Lysaker. Geführt wird das Unternehmen zurzeit von Jan Eyvin Wang (davor von 2003 bis 2010 von Ingar Skaug). Das Unternehmen beschäftigt etwa 6.000 Landmitarbeiter in etwa 400 Niederlassungen in 73 Ländern. Außer dem eigentlichen Reedereigeschäft werden Geschäftszweige für Auto- und RoRo-Logistik sowie für maritime Dienstleistungen betrieben.
Wilh. Wilhelmsen hatte mit der Orcelle einen Entwurf für ein Frachtschiff entwickelt, das Windkraft, Sonnenenergie und Wellenenergie als Antrieb nutzen sollte.
Am 21. Juli 2020 übernahm Wilhelmsen einen 50-prozentigen Anteil an Ahrenkiel Steamship. Nach der Übernahme wird die
Flotte des Unternehmens 72 Containerschiffe zwischen mit einer Kapazität von 1.000 bis 3.000 TEU umfassen.

## Kerngeschäft
Das Reedereigeschäft von Wilh. Wilhelmsen ASA konzentriert sich auf den Umschlag rollender Güter wie Autos, Lkws, Landmaschinen, und anderer RoRo-Ladung mit einer der weltweit größten Flotten von Autotransportern und RoRo-Schiffen. Diese umfasst etwa 128 eigene und eingecharterte Schiffe, die unter anderem von den Unternehmen Wallenius Wilhelmsen Lines, Eukor und American Roll-on Roll-off Carrier eingesetzt werden. Das jährliche Transportvolumen umfasst etwa 5 Millionen Kraftfahrzeuge und 12 Millionen m³ an nicht containerisierter Ladung.

## Zwischenfälle auf See
Im August 2001 geriet die Reederei aufgrund eines diplomatischen Disputs, der sogenannten Tampa-Affäre, zwischen den Regierungen Australiens, Norwegens und Indonesiens über den Verbleib von 438 Flüchtlingen an Bord der Tampa in die Schlagzeilen.
Am 14. Dezember 2002 sank das Reedereischiff Tricolor nach einer Kollision mit dem Containerschiff Kariba im Ärmelkanal.

## Flugzeugabsturz
Am  8. September 1989 stürzte Partnair-Flug 394 auf seinem Flug von Oslo nach Hamburg ab. Alle 55 Menschen an Bord, 50 Mitarbeiter der Reederei und 5 Besatzungsmitglieder, kamen ums Leben. Die Maschine vom Typ Convair CV-580 war von der Reederei gechartert worden und sollte Mitarbeiter zu einer Schiffstaufe nach Hamburg bringen. Die Maschine stürzte nahe der Gemeinde Hirtshals vor der dänischen Küste in den Skagerrak. Durch diesen Absturz verlor die Reederei auf einen Schlag fünfzig, teils leitende Mitarbeiter.